# نظام التوجيه
نظام التوجيه هو جهاز افتراضي ومادي، أو مجموعة من الأجهزة المنفذة للتحكم في حركة السفينة، والطائرة، والصاروخ، والقمر الاصطناعي، أو أي جسم متحرك آخر. التوجيه هي عملية حساب التغيرات في الموقع، والسرعة، والإرتفاع،  و/أو معدلات الدوران المطلوبة لجسم متحرك ليتبع مسار قذف معين، و/أو إرتفاعات خاصة بنائًا على المعلومات المتعلقة في الحالة الحركية للجسم.
نظام التوجيه يكون في العادة جزءا من نظام التوجيه والملاحة والتحكم، في حين أن الملاحة تشير إلى أهمية الأنظمة لحساب الموضع الحالي، والتوجيه بناءً على بيانات الإستشعار كما هو في البوصلة، ونظام تحديد الموقع، ونظام لوران-سي، وجهاز تتبع النجوم، وجهاز وحدات القياس بالقصور الذاتي، ومقياس الارتفاع، إلخ. مخرجات نظام الملاحة (حلول الملاحة) تكون معطيات لنظام التوجيه، بالأضافة إلى معطيات أخرى مثل الظروف البيئية (الرياح، الماء، الحرارة، إلخ) وخصائص المركبة (مثل: الكتلة، ووجود نظام التحم، وعلاقة أنظمة التحكم في تغير الإتجاه، إلخ). بشكل عام، يحسب نظام التوجيه التعليمات لنظام التحكم، الذي يشمل محركات الأجسام (مثل: الدافعات، وعجلات رد الفعل، والأجنحة، إلخ)، والقادر على التلاعب في مسار الرحلة واتجاه الأجسام من دون تحكم مباشر أو مستمر من الإنسان.
من أحد أوائل الأمثلة على نظم التوجيه الحقيقية هو v-1  الذي استخدمه الألمان خلال الحرب العالمية الثانية. إحتوى نظام الملاحة على مدوار بسيط، ومستشعر السرعة الجوية، ومقياس الإرتفاع.كانت تعليمات التوجيه هي الإرتفاع المستهدف، والسرعة المستهدفة، ووقت الرحلة، ووقت قطع المحرك.
يحتوي نظام التوجيه على ثلاثة أقسام فرعية رئيسية: المدخلات، المعالجة، المخرجات. يتضمن قسم المدخلات: مستشعر، وبيانات الدورة، وروابط الراديو والقمر الإصطناعي، ومصادر معلومات أخرى. يتركب قسم المعالجة من وحدة معالجة مركزية واحدة أو أكثر، يقوم بدمج هذه البيانات وتحديد ما التصرفات اللازمة (إذا لزم ذلك) للحفاظ على أو تحقيق الإتجاه الصحيح للجسم. تستفيد من هذا كله المخرجات التي تستطيع أن تأثر مباشرة في دورة النظام. يمكن أن تتحكم المخرجات في السرعة من خلال التفاعل مع الأجهزة مثل المحرك التوربيني، ومضخات الوقود، أو يمكنها تغيير الدورة بشكل مباشر أكثر من خلال تشغيل الجنيحات، دفة التوجيه، أو أجهزة أخرى.

## التاريخ
طُوِّرَت أنظمة التوجيه بالقصور الذاتي في الأصل من أجل الصواريخ، قام ريادي الصواريخ الأمريكي روبرت جودارد بالتجريب باستخدام نظام مدوار أولي. كانت أنظمة د. جودارد ذات أهمية كبيرة للرياديين المعاصرين الألمان من ضمنهم فيرنر فون براون. توسع نطاق استخدام الأنظمة مع ظهور المركبات الفضائية، والصواريخ الموجهة، وشركات الطيران التجارية.
يتركز تاريخ التوجيه الأمريكي حول مجتمعين متميزين، الأول من معهد كاليفورنيا للتقنية ومختبر الدفع النفاث، والآخر من العلماء الألمان الذين قاموا بتطوير توجيه صاروخ V2  البدائي ومعهد ماساتشوستس للتكنولوجيا، قدم نظام التوجيه والملاحة والتحكم لصاروخ V2  إبتكارات عديدة وكان أكثر سلاح عسكري معقد في عام 1942 بإستخدامه موجه داخلي مغلق الحلقة، حملت صواريخ V2  الأولية مدوارين ومقياس تسارع جانبي مع كمبيوتر تمثيلي بسيط لضبط سمت الصاروخ أثناء الطيران، كانت تستخدم إشارات الكمبيوتر التمثيلي لقيادة أربع دفات توجيه على زعانف الذيل للتحكم في الطيران، قرر فون براون تسليم أفضل خمسمئة من علماء الصاروخ لديه، بالإضافة إلى طائرات ومركبات إختبارية، للأمريكان. وصلوا فورت بلس- تكساس عام 1945، ومن ثم انتقلوا إلى هانتسفيل في ألاباما (أي ريدستون أرسنال). كان شغف فون براون هو رحلة الفضاء بين الكواكب، مع ذلك، فإن مهاراته العظيمة في القيادة وخبرته في برنامج V-2  جعلته فائق القيمة للجيش الأمريكي. في عام 1955، اُخْتِير فريق ريدستون لتركيب أول قمر اصطناعي أمريكي في مدارمما جعل هذه المجموعة مركز كل من الفضاء العسكري والتجاري.
يتتبع مختبر الدفع النفاث تاريخه منذ الثلاثينات، عندما أجرى الأستاذ ثيودور فون كارمان، الأستاذ في معهد كاليفورنيا للتقنية، عملا رائدًا في مجال الدفع الصاروخي. بتمويل من Army Ordnance في عام 1942، كانت جهود مختبر الدفع النفاث المبكرة في النهاية تتضمن تقنيات تتجاوز تلك المتعلقة بالديناميكا الهوائية وكيمياء الوقود. كانت نتيجة جهود Army ordnance هي رد مختبر الدفع النفاث على الصاروخ الألماني V-2 بالصاروخ المسمى MGM-5 Corporal، والذي تم إطلاقه لأول مرة في مايوعام 1947. في الثالث من ديسيمبر عام 1958، وبعد شهرين من إنشاء ناسا من قبل الكونغرس الأمريكي، تم نقل مختبر الدفع النفاث اختصاص الجيش إلى وكالة الفضاء المدنية الجديدة. كان هذا النقل بسبب إنشاء مجموعة تركز على الأمور العسكرية مشتقة من الفريق الألماني V2. بالتالي، بداية من عام 1958، أصبح مختبر الدفع النفاث- ناسا وطاقم معهد كاليفورنيا للتقنية يركزون بالدرجة الأولى على الرحلات بدون طيار وابتعدوا عن التطبيقات العسكرية مع وجود بعض الإستثناءات. المجتمع المحيط بمختبر الدفع النفاث قاد ابتكار هائل في مجال الاتصالات، واستكشاف الكواكب، ومراقبة الأرض.
في بداية الخمسينات، أرادت حكومة الولايات المتحدة أن تعزل نفسها عن الإعتماد المفرط على الفريق الألماني في التطبيقات العسكرية. توجيه الصواريخ كان من ضمن المجالات التي تم تطويرها محليًا. في أوائل الخمسينات، تم إختيار مختبر الأجهزة MIT  (و الذي أصبح لاحقًا مختبر تشارلز ستارك دريبر) من قبل قسم التطوير بالقوات الجوية الغربية لتوفير نظام توجيه إحتياطي ذاتي لكونفيرفي سان دييغو من أجل صاروخ SM-65 Atlas  الجديد. كان المراقب التقني لمهمة MIT  مهندس شاب إسمه جيم فليتشر والذي لاحقًا خدم مدير لناسا. كان من المقرر أن يكون نظام التوجيه أطلس مزيجًا من نظام مستقل على متن المركبة ونظام تتبع وقيادة أرضي. كانت هذه بداية جدال فلسفي، والذي في بعض المجالات لا يزال دون حل. ساد النظام الذاتي في تركيبات الصاروخ البالستي لأسباب واضحة. في استكشاف الفضاء، يبقى خليط من الإثنين.
في صيف عام 1952، قام د. ريتشارد باتين ود. J . هالكومب لانينج في البحث عن حلول قائمة على الحسابات من أجل التوجيه حيث بدأت الحوسبة في الخروج من النهج التناظري. كان من المهم للغاية تطوير برامج ذات كفاءة عالية لأن الحواسيب في ذلك الوقت كانت بطيئة جدًا (و الصواريخ كانت ذات سرعة عالية). بدأ د. J. هالكومب لانينج وبمساعدة فيل هانكينز وتشارلي ويرنر، بالعمل على MAC، وهي لغة برمجة جبرية ل IBM 650، والتي أكتملت مع بداية ربيع عام 1958. أصبحت MAC  بمثابة حصان العمل في مختبر MIT. MAC هي لغة مقروءة للغاية ولها تنسيق ثلاثي الأسطر، تدوينات مصفوفة المتجهات وذاكري والإشتراكات المفهرسة. اللغة المستخدمة اليوم في المركبة الفضائية هي HAL، (و التي طورت من قبل إنترمتركس) وهي فرع مباشر من MAC. نظرًا لأن المهندس الرئيسي ل HAL كان جيم ميلر، الذي شارك مع هال لانينج في كتابة تقرير عن نظام MAC، فمن المنطقي أن يتم تسمية لغة مكوك الفضاء لمعلم جيم السابق، وليس كما اقترح البعض أنه للنجم الإلكتروني لفلم آرثر كلارك «2001: ملحمة الفضاء».
أجرى هال لانينج وريتشارد باتين العمل التحليلي الأولي على التوجيه أطلس في عام 1954. ومن الشخصيات الرئيسية الأخرى في كونفير هم تشارلي بوسارت، ورئيس المهندسين، ووالتر سكويديتزكي، ورئيس مجموعة التوجيه. عمل والتر مع فيرنر فون براون في بينمونده خلال الحرب العالمية الثانية.
قام نظام التوجيه الأولي «دلتا» بتقييم الإختلاف في الموضع عن المسار المرجعي. يتم حساب السرعة التي ستكتسبها لتصحيح المسار الحالي بهدف جعلها (السرعة التي ستكتسبها) صف. كانت رياضيات هذا النهج صحيحة بشكل أساسي، ولكنها سقطت بسبب التحديات في دقة الملاحة بالقصورالذاتي (مثل دقة IMU) وقوة الحوسبة التناظرية. تم التغلب على التحديات التي واجهتها جهود «دلتا» من خلال نظام Q للتوجيه. كانت ثورة نظام "Q" تتمثل في ربط تحديات توجيه الصواريخ (و معادلات الحركة المرتبطة بها) في المصفوفة Q. تمثل مصفوفة Q  المشتقات الجزئية مع الإهتمام بمتجهة الموقع. سمحت إحدى السمات الرئيسية لهذا النهج أن يتم استخدام مكونات الضرب الإتجاهي (v, xdv, /dt) كإشارات أساسية لمعدل الطيار الآلي- وهي التقنية التي عرفت باسم "cross product steering". تم تقديم نظام Q في الندوة الفنية الأولى حول الصواريخ البالستية التي عقدت في شركة رامو- ولدريدج في لوس أنجلوس في 21 و 22 من يونيو عام 1956. كان «نظام Q» يصنف كمعلومات سرية خلال الستينات. واليوم، يتم استخدام مشتقات من هذا التوجيه للصواريخ العسكرية. يظل فريق CSDL  قائدًا في التوجيه العسكري ويشارك في مشاريع لمعظم أقسام الجيش الأمريكي.
في 10 أغسطس عام 1961، منحت وكالة ناسا معهد ماساتشوستس للتكنولوجيا عقدًا لدراسة التصميم الأولي لنظام التوجيه والملاحة لبرنامج أبولو. يطلق اليوم اسم PEG4 (التوجيه الصريح بالطاقة) على توجيه مكوك الفضاء. يأخذ في الإعتبار كلًا من نظام Q وخصائص توقع- مصحح لنظام دلتا الأصلي (دليل PEG). على الرغم من إجراء العديد من التحديثات لنظام الملاحة بالمكوكات على مدار الثلاثين عامًا الماضية (مثال: نظام تحديد المواقع العالمي (GPS) في بناء OI-22)، لقد تطورت اليوم نواة التوجيه لنظام التوجيه والملاحة والتحكم للمكوك قليلًا. داخل نظام مأهول، هناك حاجة لواجهة بشرية لنظام التوجيه. نظرًا لأن رواد الفضاء هم عملاء النظام، يتم تشكيل العديد من الفرق الجديدة التي تلامس التوجيه والملاحة والتحكم كواجهتها الأساسية «لتحليق» المركبة. بالنسبة لنظام أبولو ونظام المكوك فإن CSDL صممت التوجيه، وكتب ماكونل دوغلاس المتطلبات وبرمجت IBM  المتطلبات.
يرجع الكثير من تعقيد النظام داخل الأنظمة المأهولة إلى «إدارة التكرار» ودعم سيناريوهات  «التوقف» من أجل سلامة الطاقم. تستفيد أنظمة التوجيه القمرية والكواكبية المأهولة في الولايات المتحدة من العديد من نفس ابتكارات التوجيه (الموصوفة أعلاه) التي تم تطويرها في الخمسينيات. لذلك، في حين أن البنية الرياضية الأساسية للتوجيهات ظلت ثابتة إلى حد ما، فإن المرافق المحيطة بالتوجيه والملاحة والتحكم تستمر في التطور لدعم المركبات والمهام والأجهزة الجديدة. لا يزال مركز الامتياز للتوجيه المأهول في معهد ماساتشوستس للتكنولوجيا (CSDL) وكذلك أنظمة ماكدونيل دوجلاس الفضائية السابقة (في هيوستن).

### الوصف
يتضمن نظام التوجيه ثلاثة أجزاء أساسية: الملاحة التي تتتبع الموقع الحالي، التوجيه الذي يستفيد من بيانات الملاحة والمعلومات المستهدفة لتوجيه التحكم في الرحلة «إلى أين تذهب»، و التحكم الذي يقبل أوامر التوجيه لإحداث تغيير في الديناميكا الهوائية و/ أو عناصر التحكم في المحرك.
الملاحة هو فن تحديد مكانك، وهو علم شهد تركيزًا هائلاً عام 1711 مع جائزة لونغيتيود. تقيس مساعدات الملاحة إما الموقع من نقطة مرجعية ثابتة (مثال: معالم، النجم القطبي، LORAN)، الموضع النسبي للهدف (مثل: الرادار، الأشعة تحت الحمراء ...) أو تتبع الحركة من موقع / نقطة بداية معروفة (مثل IMU). تستخدم أنظمة اليوم المعقدة أساليب متعددة لتحديد الموقف الحالي، على سبيل المثال، تكون أنظمة الملاحة الأكثر تقدمًا اليوم مدمجة في الصواريخ المضادة للصواريخ الباليستية، يستفيد الصاروخ القياسي 3
RIM-161 من GPS، و IMU، وبيانات القطاع الأرضي في مرحلة التعزيز وبيانات الموقع النسبي لاستهداف الإعتراض. عادةً ما تحتوي الأنظمة المعقدة على تكرار متعدد لمعالجة الإنزياح وتحسين الدقة (مثال: بالنسبة إلى الهدف) ومعالجة فشل النظام المعزول. لذلك تأخذ أنظمة الملاحة مدخلات متعددة من العديد من أجهزة الإستشعار المختلفة، سواء داخلية للنظام و/ أو خارجية (مثال: تحديث قائم على الأرض). يوفر مرشح كالمان الطريقة الأكثر شيوعًا لدمج بيانات الملاحة (من أجهزة إستشعار متعددة) لتحديد الوضع الحالي. أمثلة على طرق الملاحة:
·     الملاحة الفلكية هي تقنية لتصحيح الموقع اُبْتُكِرَت لمساعدة البحارة على عبور المحيطات الخالية من الملامح دون الحاجة إلى الإعتماد على تقدير الموضع. تستخدم الملاحة الفلكية قياسات الزاوية بين الأفق وجسم فلكي مشترك. غالبًا ما يتم قياس الشمس. يمكن للملاحين المهرة استخدام القمر أو الكواكب أو أحد النجوم الملاحية الـ 57 التي يتم ترتيب إحداثياتها في التقويمات الفلكية. تشمل الأدوات التاريخية بيانات آلة السدس والساعة والتقويم الفلكي. يستخدم مكوك الفضاء اليوم، ومعظم المركبات الفضائية بين الكواكب، أنظمة بصرية لمعايرة أنظمة الملاحة بالقصور الذاتي: COAS، متتبع نجمي.
·     وحدات قياس بالقصور الذاتي (IMUs) هم النظام الأساسي بالقصور الذاتي للحفاظ على الموقع الحالي (الملاحة) والتوجيه في الصواريخ والطائرات. إنها آلات معقدة بها جيروسكوب دوار واحد أو أكثر يمكنه الدوران بحرية بثلاث درجات من الحركة داخل نظام محوري معقد. يتم «برمجة» IMUs ومعايرتها قبل الإطلاق. يوجد ما لا يقل عن ثلاث IMUs منفصلة داخل معظم الأنظمة المعقدة. بالإضافة إلى الموضع النسبي، تحتوي ال IMUs على مقاييس تسارع يمكنها قياس التسارع في جميع المحاور. توفر بيانات الموقع وبيانات التسارع المدخلات الضرورية «لتتبع» حركة المركبة. تميل وحدات القياس بالقصور الذاتي إلى «الإنجراف» بسبب الاحتكاك والدقة. يمكن توفير تصحيح الخطأ لمعالجة هذا الانجراف عبر القياس عن بعد للوصلة الأرضية، و GPS، والرادار، والملاحة الفلكية البصرية، ومساعدات الملاحة الأخرى. عند استهداف مركبة (متحركة) أخرى، تصبح المتجهات النسبية ذات أهمية قصوى. في هذه الحالة، تعتبر وسائل المساعدة على الملاحة، التي توفر تحديثات للموضع بالنسبة للهدف، أكثر أهمية. بالإضافة إلى الموضع الحالي، تقوم أنظمة الملاحة بالقصور الذاتي أيضًا بتقدير الموضع المتوقع لدورات الحوسبة المستقبلية. أنظر أيضًا إلى نظام الملاحة بالقصور الذاتي (INS).
·     التوجيه الفلكي بالقصور الذاتي هو اندماج المستشعر/ اندماج المعلومات للتوجيه بالقصور الذاتي والملاحة السماوية.
·      ملاحة طويلة المدى (LORAN): كان هذا الشكل السابق لنظام تحديد المواقع (GPS)، وكان (ولا يزال إلى حد ما) يستخدم بشكل أساسي في النقل البحري التجاري. يعمل النظام عن طريق تثليث موقع السفينة بناءً على إشارة اتجاهية لأجهزة الإرسال المعروفة.
·      نظام تحديد المواقع العالمي (GPS): صمم الجيش الأمريكي نظام تحديد المواقع العالمي (GPS) بهدف أساسي هو معالجة «الإنجراف» داخل الملاحة بالقصور الذاتي للصاروخ الباليستي الذي يُطلق من الغواصات (SLBMs) قبل الإطلاق. ينقل نظام تحديد المواقع العالمي (GPS) نوعين من الإشارات: إشارة عسكرية وإشارة تجارية. صُنِّفَت دقة الإشارة العسكرية ولكن يمكن افتراض أنها أقل من 0.5 متر. يتكون الجزء الفضائي لنظام GPS من 24 إلى 32 قمراً صناعياً في مدار أرضي متوسط على ارتفاع حوالي 20200 كم (12600 ميل).  توجد الأقمار الصناعية في ستة مدارات محددة وتنقل معلومات دقيقة للغاية عن الوقت وموقع القمر الصناعي والتي يمكن استخدامها لاشتقاق المسافات وتحديد موقع التثليث.
·      الرادار/ الأشعة تحت الحمراء/ الليزر: يوفر هذا الشكل من الملاحة معلومات للتوجيه النسبي لهدف معلوم، وله تطبيقات مدنية وعسكرية.
o    نشط (يستخدم الرادار الخاص لإلقاء الضوء على الهدف).
o    صاروخ مضاد للأشعة (يكتشف إنبعاثات الرادار الخاصة بالمستهدف).
o     توجيه شبه نشط بالرادار.
o     توجيه بالأشعة تحت الحمراء: يستخدم هذا الشكل من التوجيه بشكل خاص للذخائر العسكرية ، وتحديداً صواريخ جو- جو وسطح- جو. يتجه الباحث الصاروخي على مصدر الأشعة تحت الحمراء (الحرارة) من  محرك الهدف، ومن هنا جاء مصطلح  «الصاروخ الباحث عن الحرارة».
o     التوجيه فوق البنفسجي المستخدم في -FIM-92 Stinger، وهو أكثر مقاومة للتدابير المضادة من نظام توجيه الأشعة تحت الحمراء.
o     التوجيه بالليزر: يقوم جهاز مؤشر الليزر بحساب الموضع النسبي للهدف المميز. معظمهم على دراية بالاستخدامات العسكرية للتكنولوجيا على القنابل الموجهة بالليزر. يستفيد طاقم مكوك الفضاء من جهاز محمول باليد لتغذية المعلومات لتخطيط الإلتقاء. القيد الأساسي على هذا الجهاز هو أنه يتطلب خط رؤية بين الهدف والمؤشر.
o     مطابقة كفاف التضاريس (TERCOM): يستخدم رادار مسح أرضي «لمطابقة» التضاريس مع بيانات الخريطة الرقمية لتصحيح الموقع الحالي. تستخدم بواسطة صواريخ كروز مثل صاروخ توماهوك.
التوجيه هو «سائق» المركبة، يأخذ مدخلات من نظام الملاحة (أين أنا) ويستخدم معلومات الإستهداف (أين أريد أن أذهب) لإرسال إشارات إلى نظام التحكم في الطيران الذي سيسمح للمركبة بالوصول إلى وجهتها (ضمن قيود تشغيل المركبة). «الأهداف» لأنظمة التوجيه تكون في حالة توجيه واحدة أو أكثر (الموقع والسرعة) ويمكن أن تكون قصورًا أو نسبيًا، أثناء الرحلة التي تعمل بالطاقة ، يقوم التوجيه بحساب اتجاهات التوجيه باستمرار للتحكم في الطيران. على سبيل المثال ، يستهدف مكوك الفضاء ارتفاعًا ومتجهًا للسرعة وجاما كي ينقطع المحرك الأساسي. وبالمثل ، يستهدف صاروخ باليستي عابر للقارات أيضًا متجه. يتم تطوير متجهات الهدف لتحقيق المهمة ويمكن تخطيطها مسبقًا أو إنشاؤها ديناميكيًا.
التحكم: يتم التحكم في الطيران إما من خلال الديناميكا الهوائية أو من خلال أدوات التحكم بالطاقة مثل المحركات، يرسل التوجيه إشارات للتحكم في الطيران. الطيار الآلي (DAP) هو الواجهة بين التوجيه والتحكم. التوجيه و DAP مسؤولان عن حساب التعليمات الدقيقة لكل تحكم في الرحلة. يوفر DAP ملاحظات للتوجيهات حول حالة ضوابط الطيران.